# Dopo il divorzio
Dopo il divorzio è un romanzo di Grazia Deledda pubblicato in volume nel 1902 da Roux e Viarengo di Torino, già comparso a puntate ne "La Rassegna Nazionale" di Firenze fra settembre 1901 e gennaio 1902 (come scoperto da Giancarlo Porcu nella più recente edizione del romanzo),  in un periodo in cui già da diversi anni era in corso un animato dibattito sull'introduzione del divorzio in Italia. L'argomento era stato già trattato nel 1876 da Francesco Meleri nel suo romanzo Il divorzio e proprio nel 1902
fu pubblicato, con una introduzione del deputato socialista Agostino Berenini (proponente un progetto di legge sul divorzio nel 1901), il romanzo della giornalista Anna Franchi Avanti il divorzio.
Lo stesso anno era stato presentato, dall'allora ministro della giustizia Francesco Cocco-Ortu, un disegno di legge sul divorzio che non fu convertito in legge. Nel 1905 apparve un'edizione del romanzo in inglese ed infine nel 1920 in una seconda versione italiana col titolo Naufraghi in porto.

## Trama
I protagonisti sono Costantino Ledda e la moglie Giovanna Era. Costantino è condannato con l'accusa di aver ucciso un suo zio. Nonostante sia innocente, accetta il verdetto per amore della moglie Giovanna. Quest'ultima con l'assenza del marito non ha più possibilità di mandare avanti la sua famiglia, così divorzia dal marito e sposa un ricco ma malvagio proprietario terriero. Nel frattempo Constantino, dopo la confessione dell'autore dell'omicidio, viene liberato e con Giovanna inizia una relazione proibita.

## Edizioni
- Dopo il divorzio, in "La Rassegna Nazionale", anno XXIII (1901), volume 121, fascicoli 1-4, 1 settembre - 16 ottobre; volume 122, fascicoli 1-4, 1 novembre - 16 dicembre; anno XXIV (1902), volume 123, fascicolo 1, 1 gennaio
- Dopo il divorzio, Torino, Roux e Viarengo, 1902
- Naufraghi in porto, Milano, Treves, 1920
- Dopo il divorzio. Con appendici di lettere e scritti inediti (Epilogo, Seguito dell’ultimo Capitolo per l’America, Corrispondenza americana, Il morso della tarantola, Edizione critica del Capitolo I), Introduzione e cura di Giancarlo Porcu, Postfazione di Mauro Pusceddu, Nuoro, Il Maestrale, 2022

### Traduzioni
- (EN) After the divorce, trad. di Maria Hornor Lansdale, New York, Holt, 1905
- (EN) After the divorce, trad. di Susan Ashe, Evanston (Illinois), Northwestern University Press, 1995